# Sara Cox
Pour les articles homonymes, voir Cox.
Sara Cox (née en 1990 ou 1991) est une arbitre de rugby à XV anglaise et ancienne joueuse. En 2016, elle devient la première femme arbitre de rugby professionnel, et en 2018, la première femme à arbitrer un match de la Coupe d'Angleterre de rugby à XV.

## Carrière
En tant que joueuse, Sara Cox a successivement défendu les couleurs d'Exeter, Saracens, Cullompton et Plymouth Albion, et participé aux sélections pour l'équipe d'Angleterre des moins de 21 ans (U-21). A 17 ans, elle décide de se retirer de la compétition à la suite d'une blessure, et devient arbitre,, d'abord à temps partiel.
Cox arbitre lors de la Coupe du monde féminine de rugby 2014 en France. En 2016, elle devient la première femme arbitre sous contrat avec la Fédération anglaise de rugby à XV, ainsi que la première femme arbitre de rugby professionnelle au monde,,. La même année, elle arbitre la finale de la Coupe d'Angleterre féminine entre Richmond et Saracens,. Elle officie les matchs de rugby à sept des Jeux olympiques d'été de 2016 à Rio de Janeiro ; elle est la seule officielle pour l'Angleterre,,.
En février 2017, Sara Cox devient la première femme à arbitrer un match du Championnat d'Angleterre de 3e division. La même année, elle est choisie pour officier le Challenge européen de rugby à XV ainsi que la Coupe du monde féminine de rugby 2017 en Irlande.
En mars 2018, elle est la première femme à arbitrer un match de la Fédération anglaise de rugby à XV, entre les Cornish Pirates et les Doncaster Knights,,. Elle officie les matchs de rugby à sept des Jeux du Commonwealth de 2018 en Australie. En novembre de la même année, elle devient la première femme à arbitrer le Championnat d'Angleterre de rugby, pour un match de la Coupe d'Angleterre entre les Northampton Saints et les Wasps à Coventry,,. Elle est également sélectionnée comme arbitre-assistante lors de la rencontre internationale entre Hong Kong et l'Allemagne, et entre l'Allemagne et le Kenya, marquant ses débuts comme officielle sur des matchs internationaux masculins. Toujours en novembre, elle arbitre un match international féminin entre la France et la Nouvelle-Zélande.
En août 2020, elle est la première femme à officier lors d'un match de la Premiership, en tant qu'arbitre-assistante de Wayne Barnes entre Bath et les Wasps,. En mai 2021, elle est arbitre-assistante lors de la finale de la Premiership 2020-2021. Elle arbitre plusieurs matchs du tournoi féminin de rugby à sept aux Jeux olympiques d'été de 2020 à Tokyo, se tenant en juillet 2021, dont la finale. En septembre 2021, elle devient la première femme officiant en tant qu'arbitre principale d'un match de la Premiership entre les Harlequins et les Worcester Warriors.